# 康帕尼亚克
康帕尼亚克（法語：Campagnac，法語發音：[kɑ̃paɲak]）是法国阿韦龙省的一个市镇，属于米约区。

## 地理
康帕尼亚克（44°25'2"N, 3°5'14"E）面积41.88 平方千米，位于法国奧克西塔尼大區阿韦龙省，该省份为法国南部内陆省份，位于法國中央高原南部，北起顺时针与康塔爾省、洛泽尔省、加尔省、埃罗省、塔恩省、塔恩-加龙省和洛特省接壤。
与康帕尼亚克接壤的市镇（或旧市镇、城区）包括：拉卡佩勒博南斯、圣洛朗多尔特、圣萨蒂南德莱讷、拉蒂约勒、阿韦龙河畔塞韦拉克、巴纳萨克-卡尼亚克。

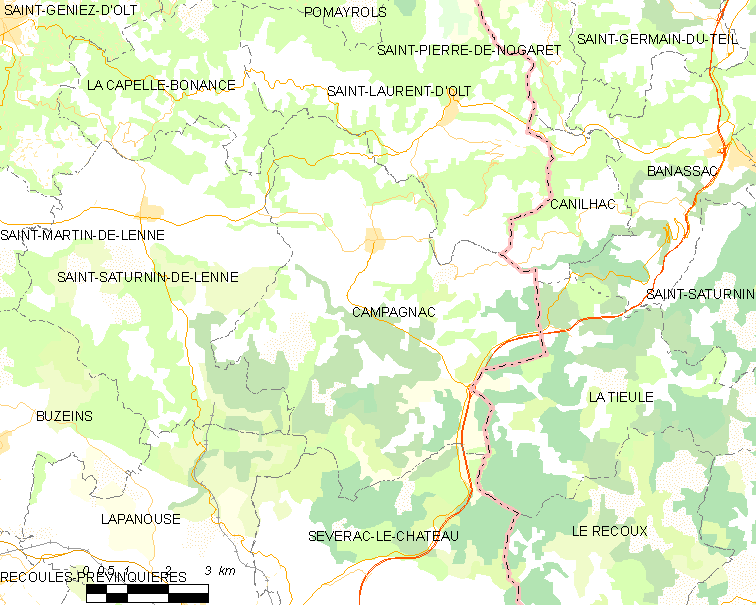
康帕尼亚克的OSM定位图

康帕尼亚克的时区为UTC+01:00、UTC+02:00（夏令时）。

## 行政
康帕尼亚克的邮政编码为12560，INSEE市镇编码为12047。

## 政治
康帕尼亚克所属的省级选区为塔恩-科斯县。

## 人口

1962-2008年间康帕尼亚克人口变化图示

康帕尼亚克于2022年1月1日时的人口数量为437人。